# Karl-Arne Holmsten
Karl-Arne Holmsten, född 14 augusti 1911 i Uppsala, död 22 februari 1995 på Lidingö, var en svensk skådespelare. Holmsten gestaltade bland annat den elegante detektiven John Hillman i fem filmer av Arne Mattsson, baserade på Folke Mellvigs romaner. Han spelade även Maria Langs detektiv Christer Wijk i två filmer.

## Biografi

### Tidiga år och karriär
Holmsten tog teaterlektioner för skådespelaren Gabriel Alw, sökte senare in på Dramatens elevskola men fick ett rollerbjudande och struntade i elevskolan. Han scendebuterade 1933 och var en period engagerad vid Stadsteatern i Göteborg. Han filmdebuterade 1938 i  Ragnar Arvedsons Kustens glada kavaljerer. 
Karl-Arne Holmsten framträdde i 1940-talsfilmerna som den stilfulle, oklanderlige och välklädde unge mannen som rörde sig avspänt i de fina salongerna. Dessa egenskaper kombinerade med ett tilltalande yttre gjorde honom vid denna tid till den svenska filmens oomstridde förste älskare.
I en tidig film, där Holmsten ännu inte helt format sin distingerade rolltyp, framträder han som en fullkomlig svärmorsdröm. Det är i Vi hemslavinnor från 1942, där hembiträdet Kristiana (spelad av Dagmar Ebbesen) saknar sin okände son, som utackorderats vid födseln. Filmens höjdpunkt inträffar när Kristiana plötsligt inser att den unge man hon just serverar är hennes son. Denne, som nu är kadett vid flygvapnet, spelas av Holmsten.
Under andra världskriget kreerade Holmsten i flera filmer rollen som ung, ansvarsmedveten officer. Med sitt behagliga yttre och sin sympatiska person passade han perfekt in i den svenska beredskapsfilm, som i hög grad satte sin prägel på Sveriges filmutbud under 1940-talets första hälft.

### Charmör och karaktärsskådespelare
Ett tidigt exempel på den deckarfilm, som senare skulle återkomma i Hillmansviten, kan ses i Farlig vår från 1949. Den är gjord av samme regissör som sedan skapade Hillmanfilmerna, Arne Mattsson. Farlig vår erbjuder en miljöskildring av den tidens Uppsala. Holmsten har här en dubbel uppgift, dels som filmens berättare, dels som en av huvudpersonerna, jur kand Bo Hagberg. Dennes janusansikte har skickligt tagits fram av Holmsten.
I början av 1950-talet, då Holmsten framträdde i en rad filmer som förste älskare, var hans motspelerska Sickan Carlsson. Dessa filmer regisserades samtliga av Schamyl Bauman. Dennes signum var filmer präglade av en lätt komediton och en trivsam stämning.
Att Karl-Arne Holmsten också kunde göra karaktärsroller fick han tillfälle att visa i början av 1950-talet. Detta skedde i två filmer, regisserade av den tidens två mästerregissörer, Ingmar Bergman och Hasse Ekman. I den förstnämndes Kvinnors väntan från 1952 gör han ett porträtt av konsthistorikern Eugen Lobelius som grips av desperation när han inser att hans hustru (spelad av Anita Björk) en gång varit honom otrogen. Frågan är dock om Holmstens allra bästa rollprestation inte är den som schlagersångaren Willy Borge i Hasse Ekmans mästerverk Flicka och hyacinter. Holmsten spelar den inbilske, självgode flickjägaren, som inbillar sig att det är han som är orsaken till den kvinnliga huvudpersonens (spelad av Eva Henning) död för egen hand. Dessa båda filmer var de som han själv satte högst.

### Filmdetektiv och senare år
När Holmsten till sist tog steget över från filmälskarens position till den mogne mannens, så skedde detta i 1960-talets Hillmanfilmer där han gör den eftertänksamme detektiven, kapten John Hillman. I dessa fem filmer (exempelvis Mannekäng i rött och Damen i svart) samarbetade Hillman med sin hustru (spelad av Annalisa Ericson) och sin närmaste man (spelad av Nils Hallberg). Filmerna, vars manus byggde på detektivromaner av Folke Mellvig, blev publikfilmer redan från början. Filmerna regisserades av Arne Mattsson. Holmsten gestaltade även en annan litterär detektiv, Maria Langs Christer Wijk, i filmerna När mörkret faller (1960) och Ljuvlig är sommarnatten (1961).
Sedan Holmsten dragit sig tillbaka efter sin sista film Freddy klarar biffen (1968) blev det så gott som helt tyst kring honom. Några år före sin död framträdde han emellertid i radio i en intervju där han berättade om sitt filmliv. Han medverkade också i TV-serien Öbergs på Lillöga (1983), där han återigen spelade mot Sickan Carlsson. 
Karl-Arne Holmsten begravdes den 28 mars 1995 på Lidingö kyrkogård.

### Privatliv
Karl-Arne Holmsten var gift två gånger; första gången 1938-1951 med skådespelaren Saga Sjöberg och andra gången från 1957 med skådespelaren Inga Gill. Han var far till saxofonisten Björn Holmsten och skådespelaren My Holmsten.

## Filmografi i urval
- 1938 – Du gamla du fria
- 1938 – Kustens glada kavaljerer
- 1939 – Filmen om Emelie Högqvist
- 1939 – Frun tillhanda
- 1939 – Spöke till salu
- 1940 – En sjöman till häst
- 1940 – Frestelse
- 1940 – Blyge Anton
- 1940 – Hanna i societén
- 1941 – Fröken Kyrkråtta
- 1941 – Magistrarna på sommarlov
- 1941 – Ung dam med tur
- 1941 – Alla tiders krigare
- 1942 – Kvinnan tar befälet
- 1942 – Rospiggar
- 1942 – Vi hemslavinnor
- 1943 – På liv och död
- 1943 – Örlogsmän
- 1943 – En flicka för mej
- 1943 – När ungdomen vaknar
- 1944 – Den osynliga muren
- 1944 – Dolly tar chansen
- 1944 – Kejsarn av Portugallien
- 1944 – Som folk är mest
- 1944 – Gröna hissen
- 1945 – Blåjackor
- 1945 – Direktörn är upptagen
- 1945 – Vandring med månen
- 1946 – Hotell Kåkbrinken
- 1947 – Pappa sökes
- 1947 – Bruden kom genom taket
- 1947 – Det kom en gäst
- 1947 – Försummad av sin fru
- 1948 – Glada paraden
- 1948 – Tappa inte sugen
- 1948 – Var sin väg
- 1949 – Kvinna i vitt
- 1949 – Kärleken segrar
- 1949 – Farlig vår
- 1950 – Fästmö uthyres
- 1950 – Flicka och hyacinter
- 1950 – Kyssen på kryssen
- 1950 – Ung och kär
- 1951 – Tull-Bom
- 1951 – Puck heter jag
- 1952 – En fästman i taget
- 1952 – Ubåt 39
- 1952 – Säg det med blommor
- 1952 – Klasskamrater
- 1952 – Klackarna i taket
- 1953 – Resan till dej
- 1954 – Dans på rosor
- 1954 – Flickan, hunden och bilen
- 1954 – Ung man söker sällskap
- 1954 – Gula divisionen
- 1954 – Skrattbomben
- 1955 – Ljuset från Lund
- 1955 – Älskling på vågen
- 1955 – Het är min längtan
- 1955 – Flottans muntergökar
- 1956 – Den tappre soldaten Jönsson
- 1956 – 7 vackra flickor
- 1957 – Klarar Bananen Biffen?
- 1957 – Mamma tar semester
- 1958 – Mannekäng i rött
- 1958 – Fridolf sticker opp!
- 1958 – Damen i svart
- 1958 – Vi på Väddö
- 1959 – Det svänger på slottet
- 1959 – Bara en kypare
- 1959 – Brott i Paradiset
- 1959 – Ryttare i blått
- 1960 – När mörkret faller
- 1960 – Sommar och syndare
- 1961 – Ljuvlig är sommarnatten
- 1962 – Vita frun
- 1963 – Det är hos mig han har varit
- 1963 – Den gula bilen
- 1964 – Älskling på vift
- 1965 – Här kommer bärsärkarna
- 1967 – Mördaren – en helt vanlig person
- 1968 – Freddy klarar biffen

### TV-produktioner
- 1965 – Niklasons
- 1983 – Öbergs på Lillöga

## Teater

### Roller (ej komplett)
| År   | Roll                      | Produktion                                                                                      | Regi             | Teater                                  |
| ---- | ------------------------- | ----------------------------------------------------------------------------------------------- | ---------------- | --------------------------------------- |
| 1933 |                           | En kvinna med flax Brita von Horn                                                               | Per-Axel Branner | Folkteatern                             |
| 1934 | Sonen                     | Leka med elden August Strindberg                                                                | Sandro Malmquist | Oscarsteatern                           |
| 1934 |                           | Det framtvingade giftermålet (Le mariage forcé) Moliére                                         | Sandro Malmquist | Oscarsteatern                           |
| 1936 | Mr Hampus                 | Cirkus Sanger (The Constant Nymph) Margaret Kennedy och Basil Dean                              | Sandro Malmquist | Nya Teatern                             |
| 1936 | Den unge mannen           | Venusspelet (L'Ennemie) André-Paul Antoine                                                      | Sandro Malmquist | Nya Teatern                             |
| 1936 | Jacques                   | Bichon Jean de Létraz                                                                           | Sandro Malmquist | Nya Teatern                             |
| 1936 | Elaine                    | Senapskornet Ebbe Linde                                                                         | Sandro Malmquist | Nya Teatern                             |
| 1936 | Åke                       | Natten är här Eyvind Johnson                                                                    | Sandro Malmquist | Nya Teatern                             |
| 1936 | Mylly Matti               | Mjölnarprinsen (Skyddsängeln) Zacharias Topelius                                                | Sandro Malmquist | Nya Teatern                             |
| 1937 | Dion Archidamus           | En saga för vintern (The Winter's Tale) William Shakespeare                                     | Sandro Malmquist | Nya Teatern                             |
| 1937 | Corcoran                  | Petrus den lycklige (Pétrus) Marcel Achard                                                      | Sandro Malmquist | Nya Teatern                             |
| 1937 | Mark                      | Medelålders dam reser hem (All Rights Reserved) Norman C. Hunter                                | Sandro Malmquist | Nya Teatern                             |
| 1937 | Julienne                  | Martine Jean Jacques Bernard                                                                    | Sandro Malmquist | Nya Teatern                             |
| 1937 | Hovmästaren               | Min frihet (Ma liberté) Denys Amiel                                                             | Sandro Malmquist | Nya Teatern                             |
| 1937 | Ernst Fibiger             | Regnrocken (Don Juans Regenmantel) Gregor Schmitt                                               | Sandro Malmquist | Nya Teatern                             |
| 1937 | Antonius                  | Kvinnan är en djävul (Une Femme est un diable ou la Tentation de saint Antoine) Prosper Mérimée | Sandro Malmquist | Nya Teatern                             |
| 1938 | Bobbie Romford            | Vi gentlemän (This Was a Man) Noël Coward                                                       | Sandro Malmquist | Nya Teatern                             |
| 1938 | Poliskommissarien         | Liliom Ferenc Molnár                                                                            | Sandro Malmquist | Nya Teatern                             |
| 1938 | Cléante                   | Tartuffe (Tartuffe, ou l'Imposteur) Molière                                                     | Sandro Malmquist | Nya Teatern                             |
| 1938 | Åke Kvartetten            | Lyckan kommer, revy Alf Henrikson                                                               | Sandro Malmquist | Nya Teatern                             |
| 1939 | Gail Redman               | Du är min (Tomorrow and Tomorrow) Philip Barry                                                  | Sandro Malmquist | Nya Teatern                             |
| 1939 | Viktor                    | Segraren (Sejren) Kaj Munk                                                                      | Sandro Malmquist | Nya teatern                             |
| 1939 | Jo                        | Vi tjuvar (Fric-Frac) Édouard Bourdet                                                           | Sandro Malmquist | Nya Teatern                             |
| 1939 | Sjömannen Den unge mannen | Venusspelet (L'Ennemie) André-Paul Antoine                                                      | Sandro Malmquist | Nya Teatern                             |
| 1939 | Överståthållaren          | Gamla glada tider: en Emil-Norlander-visans revy Sandro Malmquist                               | Sandro Malmquist | Nya Teatern                             |
| 1939 | Erik Bogård               | Johan Ulfstjerna Tor Hedberg                                                                    | Sandro Malmquist | Nya Teatern                             |
| 1940 | Edward Churt              | Vi gentlemän (This Was a Man) Noël Coward                                                       | Sandro Malmquist | Nya Teatern                             |
| 1940 | Otto Valentin             | Zic-Zac (Don Juans Regenmantel) Gregor Schmitt                                                  | Sandro Malmquist | Nya Teatern                             |
| 1940 | Charley Wykeham           | Charleys tant (Charley's Aunt) Brandon Thomas                                                   | Leif Amble-Naess | Södra teatern, flyttad till Vasateatern |
| 1941 | Medverkande               | Kar de Mummas ofullbordade, revy Kar de Mumma                                                   | Leif Amble-Næss  | Blancheteatern                          |
| 1943 | Kapten Graham             | Raid i natt (Flare Path) Terrence Rattigan                                                      | Per-Axel Branner | Nya teatern                             |
| 1944 | Medverkande               | Tredje taggen, revy Staffan Tjerneld                                                            | Per-Axel Branner | Nya Teatern                             |
| 1945 | Gaston Rieux              | Kameliadamen (La Dame aux camélias) Alexandre Dumas d.y.                                        | Per-Axel Branner | Nya Teatern                             |
| 1946 | Manusförfattaren          | Behärska dig kvinna (Lady Behave) Stanley Lupino och Edward Horans                              | Johan Jacobsen   | Chinateatern                            |
| 1947 | Paul                      | Alltsedan paradiset (Ever since paradise) J.B. Priestley                                        | Per-Axel Branner | Nya Teatern                             |
| 1949 | Morris Townsend           | Arvtagerskan (The Heiress) Ruth och Augustus Goetz                                              | Per-Axel Branner | Nya Teatern                             |
| 1952 | Roy Hamilton              | Man till salu (The Bottom of the Pile) Ernest Vajda och Clement Scott Gilbert                   | Per-Axel Branner | Nya Teatern                             |
| 1953 |                           | Änglavakt (La Cuisine des anges) Albert Husson                                                  | Sandro Malmquist | Riksteatern                             |
| 1953 | Billy Crocker             | Saken är Oscar (Anything Goes) P.G. Wodehouse, Guy Bolton och Cole Porter                       | Georg Funkquist  | Oscarsteatern                           |
| 1954 | Charles-Auguste           | Kärlekens vals (Zamore) Georges Neveux                                                          | Per Gerhard      | Vasateatern                             |
| 1954 | Storknutte                | Litet bo Herbert Grevenius                                                                      | Per-Axel Branner | Nya Teatern                             |
| 1955 | Kapten McLean             | Thehuset Augustimånen (The Teahouse of the August Moon) John Patrick                            | Stig Olin        | Intiman                                 |
| 1956 | Hooper Moulsworth         | Romanoff och Juliet (Romanoff and Juliet) Peter Ustinov                                         | Hans Dahlin      | Nya Teatern                             |
| 1957 | Léon Dagoult              | Ninotchka Marc-Gilbert Sauvajon                                                                 | Sven Lindberg    | Intiman                                 |
| 1958 | Medverkande               | Spetsbyxor, vaudeville P.A. Henriksson                                                          | Nils Poppe       | Idéonteatern                            |
| 1961 | Herr Hammond              | Det är aldrig för sent (It Is Never Too Late) Felicity Douglas                                  | Åke Falck        | Intiman                                 |
| 1961 | Camille Sevigné           | Tokan (L'Idiote) Marcel Achard                                                                  | Tom Dan-Bergman  | Lilla Teatern                           |
| 1961 | Hortensio                 | Så tuktas en argbigga (The Taming of the Shrew) William Shakespeare                             | Per Gerhard      | Vasateatern                             |
| 1962 | Bernard                   | Boeing Boeing Marc Camoletti                                                                    | Herman Ahlsell   | Vasateatern                             |
| 1964 | Bernard                   | Far i luften (Boeing Boeing) Marc Camoletti                                                     | Egon Larsson     | Lisebergsteatern                        |
| 1969 | Sheldrake                 | Ungkarlslyan (Promises, Promises) Burt Bacharach, Hal David och Neil Simon                      | Ivo Cramér       | Oscarsteatern                           |
| 1970 | Hervé                     | 40 karat (Quarante carats) Pierre Barillet och Jean-Pierre Grédy                                | Per Gerhard      | Vasateatern                             |
| 1971 | Bob Philips               | Hur andra älskar (How The Other Half Loves) Alan Ayckbourn                                      | Per Gerhard      | Vasateatern                             |
| 1973 | Victor Prynne             | Jag älskar dig markatta (Private Lives) Noël Coward                                             | Per Gerhard      | Vasateatern                             |
| 1976 | Tom                       | Familjens Don Juan (The Norman Conquests) Alan Ayckbourn                                        | Per Gerhard      | Vasateatern                             |

## Radioteater

### Roller
| År   | Roll                         | Produktion                                                 | Regi               |
| ---- | ---------------------------- | ---------------------------------------------------------- | ------------------ |
| 1950 | John Hillman, privatdetektiv | Hillmans detektivbyrå: Alias Henry Grundt Folke Mellvig    | Lars Madsén        |
| 1950 | John Hillman, privatdetektiv | Hillmans detektivbyrå: Melodimysteriet Folke Mellvig       | Lars Madsén        |
| 1950 | John Hillman, privatdetektiv | Hillmans detektivbyrå: Naturlig död? Folke Mellvig         | Lars Madsén        |
| 1950 | John Hillman, privatdetektiv | Hillmans detektivbyrå: Vattengraven Folke Mellvig          | Lars Madsén        |
| 1951 | John Hillman, privatdetektiv | Hillman & Son: Oskrivet blad Folke Mellvig                 | Lars Madsén        |
| 1951 | John Hillman, privatdetektiv | Hillman & Son: Mord på löpande band Folke Mellvig          | Lars Madsén        |
| 1951 | John Hillman, privatdetektiv | Hillman & Son: Matt med damen Folke Mellvig                | Lars Madsén        |
| 1952 | John Hillman, privatdetektiv | Hillmans semester: Liten tuva... Folke Mellvig             | Lars Madsén        |
| 1952 | John Hillman, privatdetektiv | Hillmans semester: Vatten över huvet Folke Mellvig         | Lars Madsén        |
| 1952 | John Hillman, privatdetektiv | Hillmans semester: Som man ropar i skogen... Folke Mellvig | Lars Madsén        |
| 1953 | John Hillman, privatdetektiv | Hillmans bästa: Naturlig död? Folke Mellvig                | Lars Madsén        |
| 1953 | John Hillman, privatdetektiv | Hillmans bästa: Vattengraven Folke Mellvig                 | Lars Madsén        |
| 1955 | John Hillman, privatdetektiv | Hillman och de tre ingenjörerna Folke Mellvig              | Carl-Otto Sandgren |
| 1957 | John Hillman, privatdetektiv | Grönt för mord Folke Mellvig                               | Arne Mattsson      |
| 1958 | John Hillman, privatdetektiv | Flyg fula fluga... Folke Mellvig                           | Carl-Otto Sandgren |
| 1961 | Micke, clown                 | Önskeskogen Astrid Ribrant                                 | Manne Grünberger   |
| 1961 | John Hillman, privatdetektiv | Ur askan i elden Folke Mellvig                             | Börje Mellvig      |

## Diskografi
Karl-Arne Holmsten sjöng in två melodier – Listen, little lady (Kai Gullmar - Lennart Falk) och Whispering good night (Kai Gullmar) – på 78-varvsskiva tillsammans med Sune Waldimirs orkester för skivbolaget Roulette. Inspelningen gjordes den 23 november 1954 i Karlaplansstudion i Stockholm. Skivan gavs ut i augusti 1955 på skivmärket: ROULETTE RO 85  Matrisnummer: RO-158-A / RO-159-A.